# Marcelo Kohen
 (août 2022).
La mise en forme du texte ne suit pas les recommandations de Wikipédia : il faut le « wikifier ».
Les points d'amélioration suivants sont les cas les plus fréquents. Le détail des points à revoir est peut-être précisé sur la page de discussion.
- Les titres sont pré-formatés par le logiciel. Ils ne sont ni en capitales, ni en gras.
- Le texte ne doit pas être écrit en capitales (les noms de famille non plus), ni en gras, ni en italique, ni en « petit »…
- Le gras n'est utilisé que pour surligner le titre de l'article dans l'introduction, une seule fois.
- L'italique est rarement utilisé : mots en langue étrangère, titres d'œuvres, noms de bateaux, etc.
- Les citations ne sont pas en italique mais en corps de texte normal. Elles sont entourées par des guillemets français : « et ».
- Les listes à puces sont à éviter, des paragraphes rédigés étant largement préférés. Les tableaux sont à réserver à la présentation de données structurées (résultats, etc.).
- Les appels de note de bas de page (petits chiffres en exposant, introduits par l'outil «  Source ») sont à placer entre la fin de phrase et le point final[comme ça].
- Les liens internes (vers d'autres articles de Wikipédia) sont à choisir avec parcimonie. Créez des liens vers des articles approfondissant le sujet. Les termes génériques sans rapport avec le sujet sont à éviter, ainsi que les répétitions de liens vers un même terme.
- Les liens externes sont à placer uniquement dans une section « Liens externes », à la fin de l'article. Ces liens sont à choisir avec parcimonie suivant les règles définies. Si un lien sert de source à l'article, son insertion dans le texte est à faire par les notes de bas de page.
- La présentation des références doit suivre les conventions bibliographiques. Il est recommandé d'utiliser les modèles {{Ouvrage}}, {{Chapitre}}, {{Article}}, {{Lien web}} et/ou {{Bibliographie}}. Le mode d'édition visuel peut mettre en forme automatiquement les références.
- Insérer une infobox (cadre d'informations à droite) n'est pas obligatoire pour parachever la mise en page.

Pour une aide détaillée, merci de consulter Aide:Wikification.
Si vous pensez que ces points ont été résolus, vous pouvez retirer ce bandeau et améliorer la mise en forme d'un autre article.
Marcelo Gustavo Kohen, né le 11 août 1957 à Rosario, est un juriste argentin spécialisé dans les domaines de la théorie du droit international, des différends territoriaux et frontaliers, de jugement international et du règlement pacifique des différends internationaux,. Il est professeur émérite  de droit international à l'Institut de hautes études internationales et du développement de Genève,.
Marcelo Kohen a été secrétaire général de l'Institut de droit international de 2015 à 2024. Il est le premier non-européen nommé secrétaire général depuis la fondation de l'Institut en 1870.
Il travaille comme conseiller juridique et avocat pour plusieurs États devant la Cour internationale de justice et le Tribunal international du droit de la mer,,,,. Il a été arbitre désigné par les États dans au moins quatorze affaires internationales, notamment au Centre international pour le règlement des différends relatifs aux investissements et à la CNUDCI,,.
Il est candidat à l'élection des juges de la Cour internationale de Justice en 2022.

## Éducation
Marcelo Kohen obtient son diplôme en droit de l'Université nationale de Rosario en 1983. Il a obtenu le diplôme d'académie de l'Académie de droit international de La Haye en 1990. Il obtient son doctorat en droit international (summa cum laude) de l'Université de Genève (Institut universitaire de hautes études internationales et du développement) en 1995, sous la direction du juriste égyptien et juge international Georges Abi-Saab.

## Carrière
Marcelo Kohen est professeur de droit international à l'Institut de hautes études internationales et du développement de Genève depuis 2002 et membre du corps professoral depuis 1995,,. Il a commencé sa carrière universitaire en 1986, lorsque, peu après avoir obtenu son diplôme, il est devenu membre du corps professoral de l'Université nationale de Rosario.
Il est élu deux fois secrétaire général de l'Institut de droit international (2015 et 2021). Il est également le fondateur de la Société latino-américaine de droit international et en est nommé premier directeur général. Kohen est également rapporteur de l'Association de droit international, du Conseil de l'Europe, ainsi que de l'Institut. 
Il représente différents États à au moins douze reprises devant la CIJ,,,. Il a également représenté des États devant d'autres tribunaux internationaux, notamment le Tribunal international du droit de la mer. Il est arbitre désigné par des États de quatre continents et de traditions et de régimes très différents dans au moins 14 affaires internationales, notamment au Centre international pour le règlement des différends relatifs aux investissements et à la CNUDCI,.
Marcelo Kohen est souvent cité dans les médias de langue anglaise, française et espagnole pour son expertise sur les questions de statut d'État, de sécession et de règlement pacifique des différends internationaux,,,,. Il est l'auteur de plusieurs publications en anglais, français et espagnol,. Son livre "Possession contestée et souveraineté territoriale" (Presses universitaires de France, 1997) reçoit le prix Paul Guggenheim en 1997,.

## Publications sélectionnées
- Marcelo G. Kohen et Christian Tomuschat, « Flexibilité dans le règlement des différends internationaux » (Brill, 2020).
- Marcelo G. Kohen et Patrick Dumberry, « Résolution de l'Institut de droit international sur la succession d'États et la responsabilité de l'État » (Cambridge University Press, 2019)[32].
- Marcelo G. Kohen et Mamadou Hébié, ' Manuel de recherche sur les conflits territoriaux en droit international ' (EE Elgar, 2018)[33].
- Marcelo G. Kohen, « Sécession : perspectives du droit international » (Cambridge University Press, 2006).
- Marcelo G. Kohen, « Possession contestée et souveraineté territoriale » (Presses universitaires de France, 1997).
- Marcelo G. Kohen, «La contribution de l'Amérique latine au desarrollo progresivo del Derecho Internacional en materia territorial » (Servicio de Publicaciones de la Universidad de Navarra, 2001).

## Conférences sélectionnées
- « La práctica y la teoría de las fuentes del Derecho Internacional » dans la série de conférences de la Bibliothèque audiovisuelle de droit international des Nations Unies.
- « La relation titres-effectivités dans le contentieux territorial » dans la série de conférences de la Bibliothèque audiovisuelle de droit international des Nations Unies.
- 'L'Asie et le droit international : une nouvelle ère. La troisième Conférence biennale de la Société asiatique de droit international' dans la série de conférences de la Bibliothèque audiovisuelle de droit international des Nations Unies.
- « Conférence à l'occasion du centenaire du Palais de la Paix : La Cour internationale de Justice et le système juridique international » dans la série de conférences de la Bibliothèque audiovisuelle de droit international des Nations Unies.